# 이구치 유카
이구치 유카(일본어: 井口 裕香, 1988년 7월 11일 ~ )는 일본의 성우이다. 2003년 디지캐럿뇨의 우사다 아카리 역으로 데뷔했다. 대표작은 『어떤 마술의 금서목록』의 인덱스등이 있다. 애니메이션 여성그룹 RO-KYU-BU!의 멤버이다.

## 출연작

### TV 애니메이션
2003년
- 디지캐럿뇨 (우사다 아카리)

2004년
- 겔럭시 엔젤 (강아지, 여고생 A, 스튜어디스 B)

2005년
- 몬팃치 (팀탄)
- Canvas2~무지개 빛의 스케치~ (타카도우 카와나)

2006년
- 갤럭시 엔제룬 (아나운서 A)
- 고스트 헌트 (이토 키요미, 여학생)
- 도키메키 메모리얼 Only Love (신죠 사쿠라)
- 동화총사 아카즈킨 (나츠미)
- 스크램블 2학기 (여자 아이 A)

2007년
- 모에땅 (다나카 리나)
- 보쿠라노 (나카라이 마코)
- Saint October (세실)
- 아이돌 마스터 XENOGLOSSIA (아마미 하루카)
- Over Drive (관객)
- 월면토 병기 미나 (츠키시마 치어리더B)
- 유메다마야 기담 (나호)
- 초겨울의 따뜻한 날씨 (하기와라 아유미)
- 키스덤 -ENGAGE planet- (바이레)

2008년
- 가면의 메이드가이 (후지와라 나에카)
- 노기자카 하루카의 비밀 (여학생, 후배 여자)
- 블레스레이터 (에마)
- 어떤 마술의 금서목록 (인덱스)
- 제로의 사역마 ~삼미희의 윤무~ (이루쿠쿠)
- 트루 티어즈 (안도 아이코)

2009년
- 냥코이! (미즈노 카에데)
- 내일의 요이치 (소년 사기노미야 우쿄 외 단역)
- 니들리스 (호노카)
- 바케모노가타리 (아라라기 츠키히)
- 샹그리라 (이시다 카린)
- 어떤 과학의 초전자포 (인덱스)
- 퀸즈블레이드 유랑의 전사 (병사2)

2010년
- 길 잃은 고양이 오버런 (우메노모리 치세)
- 어떤 마술의 금서목록 2 (인덱스)
- 언젠가는 대마왕 (핫토리 유코)

2011년
- 프렉탈 (엔리)
- 전파녀와 청춘남 (호시미야 야시로)
- 마요치키 (코노에 스바루)
- 로큐브 (미사와 마호)
- 나는 친구가 적다 (타카야마 마리아)
- 치비데비 (사와다 호노카)
- 타마유라~hitotose~ (오카자키 노리에)
- C3 시큐브 (사쿠라마이리 시라호)

2012년
- 니세모노가타리 (아라라기 츠키히)
- 걸즈&판처 (레이제이 마코)
- 투 러브 트러블 다크니스 (쿠로사키 메아)
- 하야테처럼 CAN'T TAKE MY EYES OFF YOU (츠구미 루리)
- 전희절창 심포기어 (코히나타 미쿠)

2013년
- 나는 친구가 적다 NEXT (타카야마 마리아)
- 전희절창 심포기어G (코히나타 미쿠)
- 신만이 아는 세계 여신편 (쿠죠 츠키요)
- 로큐브SS (미사와 마호)
- 섬란 카구라 (히바리)
- SKET DANCE EX (우사미 하니)
- 은하기공대 마제스틱 프린스 (이리에 타마키)
- 데빌 서바이버 2 (야나기야 오토메)
- 개와 가위는 쓰기 나름 (스미다니 유우키)
- 타마유라 ~more aggressive~ (오카자키 노리에)
- 공의 경계 (세오 시즈네)
- 이야기 시리즈 세컨드 시즌 (아라라기 츠키히)
- 신만이 아는 세계 여신편 (쿠죠 츠키요)
- 야마노스스메 (유키무라 아오이)

2014년
- 사쿠라 트릭 (소노다 유우)
- 노 게임 노 라이프 (크라미 첼)
- 마탄의 왕과 바나디스 (리무아리샤)
- 야마노스스메 세컨드 시즌 (유키무라 아오이)

2016년
- Re:제로부터 시작하는 이세계 생활 (크루쉬 칼스텐)

2017년
- 바보걸 (시이나 쿠로코)

2022년
- 딜리셔스 파티♡프리큐어 (하나미치 란 / 큐어 얌얌)

### 극장판 애니메이션
2017년
- 걸즈 앤 판처 최종장 제1화 (레이제이 마코)

2018년
- 걸즈 앤 판처 제63회 전차도 전국 고교생 대회 (레이제이 마코)

2019년
- 걸즈 앤 판처 최종장 제2화 (레이제이 마코)

2020년
- 고블린 슬레이어: 고블린즈 크라운 (카우 걸)

### OVA
2008년
- 요츠노하(루)

2011년
- 베이비 프린세스 3d 파라다이스 0(러브) (코사메)

2012년
- A채널 +smile (케이코)
- 네코모노가타리 (아라라기 츠키히)

### 게임
2006년
- Gift~Prism~ (아키하라 미유)

2013년
- 함대 컬렉션 (카가, 토네, 치쿠마, 텐류, 타츠다, 나가라, 이스즈, 나토리)

### 라디오
- 코믹 디지캐럿 (사나다 아사미와 공동진행) (2005년 2월 24일 - 10월 27일)
- 하루카와 야요이의 야요이식 라디오 - 코시미즈 아미와 공동진행. (2007년 3월 9일 - 2008년 2월 22일)
- 트루 티어즈 여기는 튤립 방송국 - 나즈카 카오리, 타카가키 아야히와 공동진행. (2008년 1월 4일 - 5월 30일)
- 가면의 메이드가이 강제봉사 라디오 - 코야마 리키야와 공동진행. (2008년 4월 10일 - 7월 31일)
- 이구치 유카의 초라지! Girls (분카방송 초!A&G+, 2008년 4월 11일 - 2010년 10월 1일)
- 어느 라디오의 금서목록 - 사토 리나와 공동진행. (인터넷 라디오, 2008년 9월 19일 ~ 2009년 5월 1일)
- A&G미디어 스테이션 콤차트 카운트다운 - 사쿠라이 타카히로와 공동진행 (분카방송, 2009년 4월 11일 - )
- 냥코이! 라디오 - 코바야시 유우와 공동진행. (인터넷 라디오, 2009년 9월 4일 - 2010년 1월 22일)
- 마요이네코 들어보RUN! - 타케타츠 아야나와 공동진행. (인터넷 라디오, 2010년 3월 19일 - 8월 27일)
- 타마유라디오 (인터넷 라디오, 2010년 7월 30일 - )
- 어느 라디오의 금서목록 - 사토 리나와 공동진행. (인터넷 라디오, 2010년 9월 24일 - )
- 이구치 유카의 무웅~⊂( ^ω^)⊃ (분카방송 초!A&G+, 2010년 10월 4일 - )